# Epidendrum chimantense
Epidendrum chimantense är en orkidéart som beskrevs av Eric Hágsater och Germán Carnevali. Epidendrum chimantense ingår i släktet Epidendrum och familjen orkidéer. Inga underarter finns listade i Catalogue of Life.